# Marino Zorzi

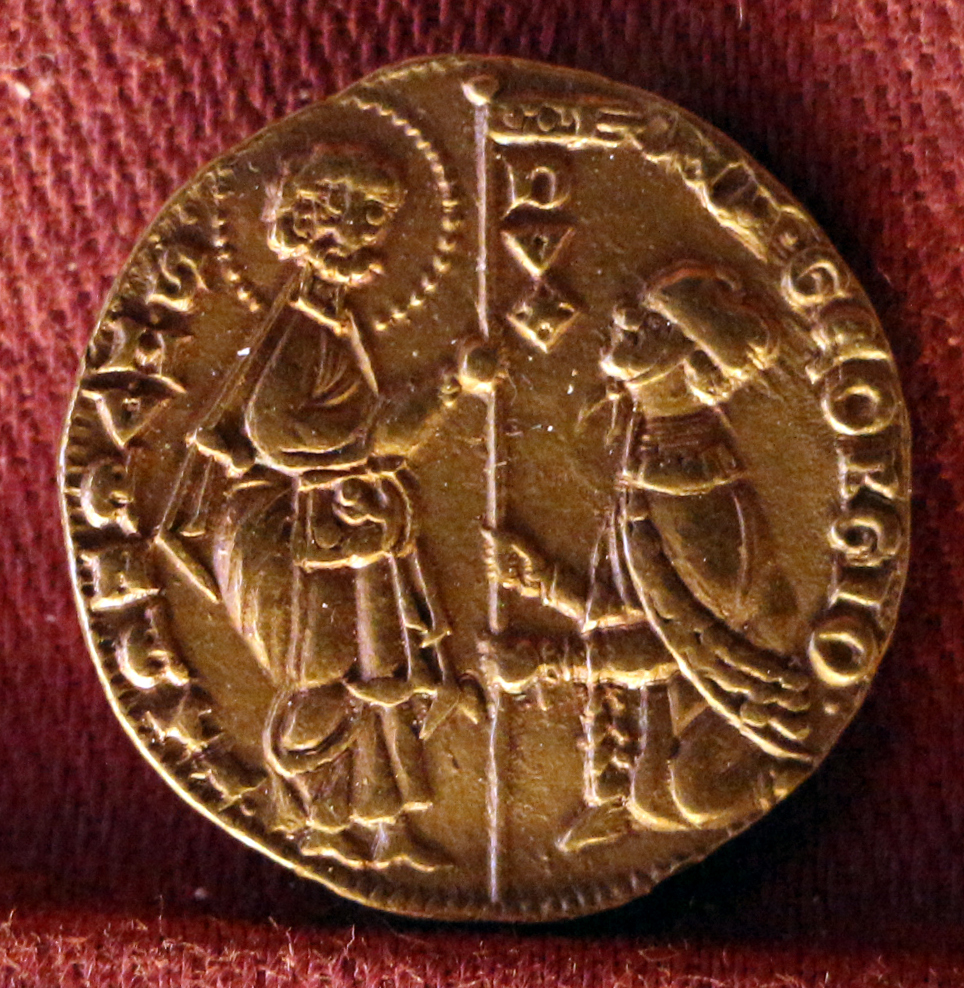
Unter „Marinus Georgio Dux“ geprägter Golddukaten; er zeigt, wie seit den ersten Prägungen dieser Münze im Jahr 1284, den Dogen kniend vor dem Evangelisten Markus

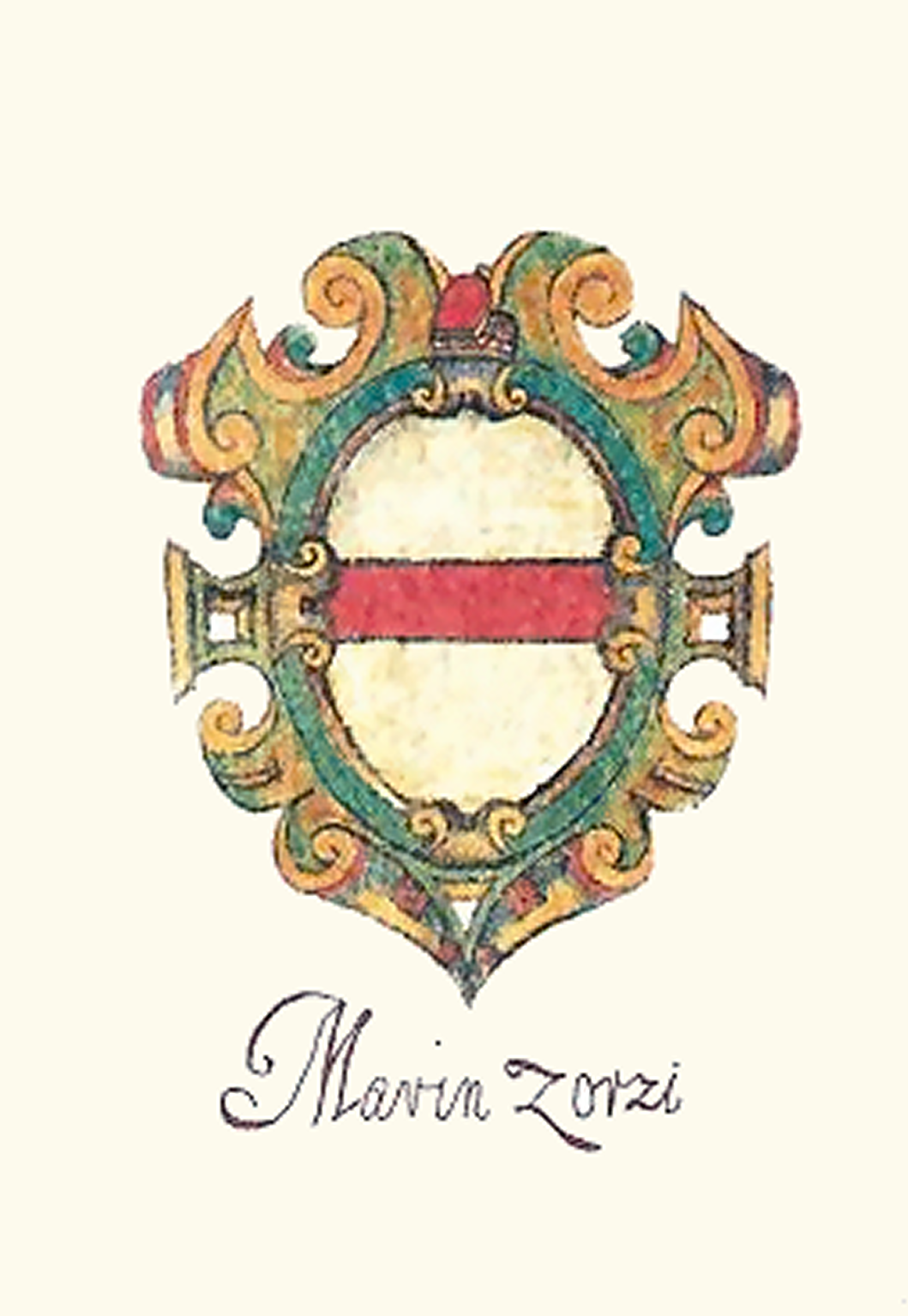
Wappen des „Marin Zorzi“ nach den Vorstellungen des frühen 17. Jahrhunderts

Marino Zorzi, auch Marinus Georgio oder Marin Zordi (* 1238 oder 1239 in Venedig; † 3. Juli 1312 ebenda), war, folgt man der staatlich gesteuerten Geschichtsschreibung der Republik Venedig, ihr 50. Doge. Er regierte wenig mehr als zehn Monate von seiner Wahl am 23. August 1311 bis zu seinem Tod.
In dieser kurzen Zeit bahnte der als fromm geltende Doge, der bis dahin nur als Gesandter beim Luxemburger Heinrich VII. aufgefallen war, einen Ausgleich mit dem Papst an, der seinen Vorgänger exkommuniziert hatte. Doch der Krieg gegen das rebellierende Zara in Dalmatien, das sich gegen Venedigs Vorherrschaft zur Wehr setzte, wurde erst unter seinem Nachfolger beendet. Es gelang allerdings, den langwierigen Krieg mit Padua zu beenden, der durch den Streit um Durchfahrtrechte auf einem der Flüsse ausgelöst worden war. In seinem Testament sah er die Errichtung eines Hospitals für arme Kinder vor.

## Familie
Marino Zorzi wurde 1238 oder 1239, wie Marco Pozza konstatierte, als Sohn eines Matteo Zorzi und einer Frau namens Maria, deren Familienname nicht überliefert ist,  1238 oder 1239 geboren. Die Familie lebte wahrscheinlich in der Pfarrei S. Giustina im Norden des Sestiere Castello. Er hatte eine Schwester namens Zane (Giovanna); ansonsten scheint es keine Geschwister gegeben zu haben, und falls doch, sind sie schon vor ihm gestorben.
Zorzi heiratete eine Agnese, von der angenommen wird, dass sie zur Familie Querini gehörte. Sie starb nach 1322 und wurde neben dem Dogen beerdigt. Das Paar hatte eine Tochter namens Elena, die jedoch vor ihrem Vater starb.

## Leben
Über Marin Zorzis Leben vor der Wahl ist wenig bekannt, da er keine politischen Ämter übernahm und daher in den Akten der Ratsgremien nicht erscheint. Er war jedoch dafür bekannt, dass er versuchte, ein heiligmäßiges Leben zu führen, so dass nach seinem Ableben seine Kleider wie Reliquien behandelt wurden.
Ein Marino Zorzi, von dem nicht sicher gesagt werden kann, ob er mit dem späteren Dogen identisch ist, war in den letzten beiden Jahrzehnten des 13. Jahrhunderts tätig. Dieser war Mitglied des Kleinen Rates in den Jahren 1283 bis 1284 und erneut 1286, Giudice del Piovego in den Jahren 1284 und 1285, dann Podestà von Chioggia. In diesem Amt erscheint er ein erstes Mal 1285 und ein zweites Mal 1297. 

### Gesandtschaft in Rom und Ablehnung der Gesandtschaft bei König Heinrich VII.
Gesichert ist, dass der spätere Doge Marino Zorzi am 23. November 1303 zum Gesandten in Rom bei Benedikt XI. gewählt wurde, um dem neuen Papst zur Wahl zu gratulieren. Am 10. November 1310 wurde er vom Großen Rat in die gleiche Funktion bei Kaiser Heinrich VII. von Luxemburg gewählt. Heinrich forderte, als Kaiser und König von Italien anerkannt zu werden. Man solle eine Gesandtschaft zu ihm schicken, und die ihm geschuldeten – nicht näher spezifizierten – Verpflichtungen erfüllen. Der Doge Pietro Gradenigo hatte daraufhin dem Kaiser zu seiner baldigen Ankunft gratuliert und eine Gesandtschaft zugesagt. Aber er hatte es von sich gewiesen, dass die bestehenden Streitigkeiten mit dem Papst einem Kriegszustand gleichkämen, dessen Beendigung der Luxemburger nun verlangte. Vorausgesetzt derlei Verpflichtungen existierten überhaupt, so würde er sie erfüllen. Zwar zeigt die Wahl Zorzis zum Gesandten, welch hohes Prestige er gewonnen hatte, doch lehnte er diese Aufgabe aus Gesundheitsgründen ab. Die neu gewählte Gesandtschaft erreichte Heinrich bei der Königskrönung in Mailand am 6. Januar 1311, lehnte jedoch den von den Venezianern verlangten Treueid genauso ab, wie die Genuesen.
Diese Jahre waren zugleich für Venedig äußerst schwierig, da nicht nur Zara 1311 erneut rebellierte, sondern vor allem Venedig wegen des Krieges um Ferrara 1309 exkommuniziert worden war. Vor allem aber war es im Juni 1310 zu einem Umsturzversuch gekommen, der von Baiamonte Tiepolo und einem Angehörigen der Dogenfamilie Tiepolo angeführt wurde. Zwecks Verfolgung der Täter wurde der Rat der Zehn berufen, der eine große Zahl von Kompetenzen an sich zog, und der zeitweise als eine Art Nebenregierung der Republik galt.

### Wahl zum Dogen
Nach dem Tod seines Vorgängers Pietro Gradenigo wurde Stefano Giustinian gewählt, der sich jedoch durch seinen Eintritt in das Kloster San Giorgio Maggiore dem Amt entzog. Daraufhin wählte man am 23. August mit 25 von 41 Stimmen den frommen, mildtätigen und im Geruch der Heiligkeit – laut Sansovino „cognominato Santo“ – stehenden Marino Zorzi.

### Amtseid, Verfolgung der Verschwörer von 1310
Zorzi betrachtete sein Amt vordringlich als Gelegenheit, die Armen zu beschenken und innerhalb der Republik für Frieden zu sorgen. Seine Promissione – in ihr war jeder Doge gehalten, eidesstattlich eine Reihe von Vorgaben einzuhalten – erwähnt 1311 den Bucintoro, wenn auch nicht zum ersten Mal. Sie beinhaltete aber auch, dass alles, was gegen die Verschwörer des Jahres 1310, vor allem gegen Baiamonte Tiepolo und Marco Querini beschlossen worden war, vom neuen Dogen nicht wieder aufgehoben werden durfte. Diese Verschwörung unzufriedener Adelsfamilien unter der Führung von Baiamonte Tiepolo hatte zur Folge, dass hoch angesehene Mitglieder, auch alter Familien hingerichtet worden und solche, die die Dogenpartei unterstützt hatten, im Rang aufgestiegen waren.

### Verhältnis zum Papst, Krieg um Ferrara (1308–1313)
Sicher hoffte man, dass der fromme Zorzi wegen seiner Erfahrungen als venezianischer Botschafter in Rom, den Papst leichter bewegen könnte, das Interdikt von 1308 gegen die Stadt aufzuheben. „So konnte der Papst am Katharinentag 1311 [25. November] seinen Nuntien in Ferrara mitteilen, daß Venedig zum Gehorsam gegen die Kirche zurückgekehrt sei“. Der Doge erließ im Januar 1312 sogar ein strenges „Sarazenenverbot“, gewährte Getreidezufuhr aus Apulien „in das hungernde Ferrara“. Auch erklärte sich Venedig im September 1312 zur Zahlung einer Summe von 100.000 Florentinern bereit. Doch erst am 26. Januar 1313 wurde Venedig tatsächlich vom Bann gelöst; der Krieg um Ferrara endete im Mai 1313 nach fünfeinhalb Jahren.

### Kaiserkrönung Heinrichs VII.
Als Heinrich VII. von Luxemburg auf seinem Weg zur Kaiserkrönung nach Rom gewesen war, hatte Venedig eine Gesandtschaft nach Mailand auf den Weg gebracht (6. Januar 1311). Heinrich antwortete am 5. Oktober 1311 aus Cremona. Gesandte sollten zu seiner Krönung in Rom erscheinen. Am 14. Oktober wurden als Gesandte Pietro Zeno, Guido da Canal, Vital Michieli und Belletto Giustinian gewählt. Doch der Weg zur Krönung in Rom war schwierig, die Widerstände durch die Guelfen erheblich. So erfolgte die Kaiserkrönung erst am 29. Juni 1312.

### Aufstand Zaras, Verhältnis zum König von Ungarn
Währenddessen hatte sich Zara abermals gegen die venezianische Herrschaft erhoben. Venedig entsandte eine Flotte unter Belletto Giustinian und ein Heer unter Renier da Malo. Zur Finanzierung wurde bereits am 17. Juli 1311 eine Zwangsanleihe aufgelegt, die Messetaria, eine der Maklergebühren Venedigs, wurde erhöht. Am 29. Mai 1312 wurde eine dritte Anleihe aufgelegt. Nach einer Niederlage wurde der Flottenführer Belletto Giustinian, der in Gefangenschaft geraten war, am 9. September 1311 brutal ermordet. Der Doge schrieb an den ungarischen König, der sich, wie bei fast jeder Rebellion Zaras zu ihrem Schutzherrn erklärte, zwei Briefe, nämlich am 14. Oktober und 12. November 1311. Darin erläuterte er die Rechte Venedigs und forderte den König auf, Zara nicht weiter zu unterstützen. Noch am 17. Oktober verfasste er ein Mahnschreiben an die Zaresen. Im März und im Mai 1312 mussten neue Zwangsanleihen zur Kriegsfinanzierung aufgelegt werden; auch wurden Abgaben erhöht. Der Doge erlebte jedoch das Ende des Krieges nicht mehr.

### Regelungen zu Handel und Schifffahrt mit Padua
Allerdings konnte der seit 1303 bestehende feindselige Zustand mit Padua beendet werden. Dabei konnte eine Lösung für den Brenta gefunden werden, so dass die Paduaner einen möglichst geringen Schaden erlitten, die Venezianer aber den Nutzen davontragen konnten. Die Flussschifffahrt sollte bis zur Etsch frei sein, das Holz aus Bassano durch das Territorium geführt werden dürfen. Auch sollten die Paduaner Salz aus Chioggia beziehen dürfen, ein wichtiges Produkt, für das Venedig das Monopol beanspruchte.

### Testament (1312), Testamentsvollstrecker
In seinem Testament vom 30. Juni 1312 verfügte er die Einrichtung eines Hospitals für arme und verwaiste Kinder beiderlei Geschlechts. Seine Frau Agnese war es auch, die als Vollstreckerin seines Testaments eingesetzt worden war, neben ihrer Schwester Zane (Giovanna), dazu Gracone Dandolo und Fiofio Morosini, die beiden Prokuratoren von San Marco, sowie Marco Vitturi. Agnese hinterließ er die Verfügung über den Familienpalast auf Lebenszeit und ein jährliches Einkommen für ihre Bedürfnisse.
Da er den Dominikanern besonders zugetan war, vermachte er ihnen zwischen 2.500 und 3.000 Lire für den Bau einer Kirche und eines Klosters, in dem zwölf Predigermönche untergebracht werden sollten. Das Bauwerk wurde fünf Jahre später in seinem Heimatbezirk Castello unter dem Namen San Domenico fertiggestellt. 

## Tod und Beisetzung in San Zanipolo, Bildnis
Zorzi wurde im Kreuzgang von San Zanipolo bestattet. Bei der Errichtung seines Grabmals spielte seine Witwe Agnese, vielleicht eine Angehörige der Familie Querini, eine wesentliche Rolle. Im 18. Jahrhundert war der genaue Ort des einfachen Grabmals vergessen.
In einem Antiphonar aus dem 14. Jahrhundert, das sich im Museo Correr befindet, findet sich eine Miniatur des Dogen, die vielleicht die älteste Buchmalerei ist, die einen Dogen darstellt. Sie zeigt Zorzi, wie er dem heiligen Dominikus und einem neben ihm dargestellten Dominikanermönch ein Buch – vielleicht das Antiphonar selbst – darbringt.